# زلدا روبینشتاین
زِلدا روبنشتاین (انگلیسی: Zelda Rubinstein; ۲۸ مهٔ ۱۹۳۳ – ۲۷ ژانویهٔ ۲۰۱۰) بازیگر اهل ایالات متحدهٔ آمریکا بود. او بین سال‌های ۱۹۸۰ تا ۲۰۱۰ میلادی فعالیت می‌کرد.
از فیلم‌ها یا برنامه‌های تلویزیونی‌ای که او در آن‌ها نقش داشته‌است می‌توان به ارواح خبیثه، ارواح خبیثه ۲، ارواح خبیثه ۳، زیر رنگین‌کمان، اعتراف به گناه و حصار چوبی اشاره کرد.